# Cynisca muelleri
Cynisca muelleri — вид плазунів з родини амфісбенових (Amphisbaenidae). Ендемік Гани. Вид названий на честь швейцарського зоолога Фріца Мюллера.

## Поширення і екологія
Cynisca muelleri відомі за кількома зразками, зібраними на півдні Гани, в Східній області та в області Великої Аккри.